# 24208 Stelguerrero
24208 Stelguerrero là một tiểu hành tinh vành đai chính với chu kỳ quỹ đạo là 1639.7181270 ngày (4.49 năm).
Nó được phát hiện ngày 7 tháng 12 năm 1999.